# بيانكا نايت
بيانكا ونايت (بالإنجليزية: Bianca Knight)‏ هي منافسة ألعاب القوى أمريكية، ولدت في 2 يناير 1989 في ريدجلاند في الولايات المتحدة.

## وصلات خارجية
- بيانكا ونايت على موقع الاتحاد الدولي لألعاب القوى (الإنجليزية)
- بيانكا ونايت على موقع الاتحاد الأمريكي لسباقات المضمار والميدان (الإنجليزية)
- بيانكا ونايت على موقع الدوري الماسي (الإنجليزية)
- بيانكا ونايت على موقع اللجنة الأولمبية الدولية (الإنجليزية)
- بيانكا ونايت على موقع أوليمبيديا (الإنجليزية)
- بيانكا ونايت على موقع اللجنة الأولمبية والبارالمبية الأمريكية (الإنجليزية)